# Liste der Kulturdenkmale in Schramberg
In der Liste der Kulturdenkmale in Schramberg sind alle Bau- und Kunstdenkmale der Gemeinde Schramberg und ihrer Teilorte verzeichnet, die im „Verzeichnis der unbeweglichen Bau- und Kunstdenkmale und der zu prüfenden Objekte“ des Landesamts für Denkmalpflege Baden-Württemberg verzeichnet sind.
Diese Liste ist nicht rechtsverbindlich. Eine rechtsverbindliche Auskunft ist lediglich auf Anfrage bei der Unteren Denkmalschutzbehörde des Landkreises Rottweil erhältlich.

## Allgemein
- Bild: Zeigt ein ausgewähltes Bild aus Commons, „Weitere Bilder“ verweist auf die Bilder im Medienarchiv Wikimedia Commons.
- Bezeichnung: Nennt den Namen, die Bezeichnung oder die Art des Kulturdenkmals.
- Lage: Straßenname und Hausnummer oder Flurstücknummer des Kulturdenkmals, gegebenenfalls auch den Ortsteil. Die Grundsortierung der Liste erfolgt nach dieser Adresse. Der Link (Karte) führt zu verschiedenen Kartendiensten mit der Position des Kulturdenkmals. Fehlt dieser Link, wurden die Koordinaten noch nicht eingetragen. Sind diese bekannt, können sie über ein Tool mit einer Kartenansicht einfach nachgetragen werden. In dieser Kartenansicht sind Kulturdenkmale ohne Koordinaten mit einem roten bzw. orangen Marker dargestellt und können durch Verschieben auf die richtige Position in der Karte mit Koordinaten versehen werden. Kulturdenkmale ohne Bild sind an einem blauen bzw. roten Marker erkennbar.
- Datierung: Baubeginn, Fertigstellung, Datum der Erstnennung oder grobe zeitliche Einordnung entsprechend des Eintrags in der zuständigen Denkmaldatenbank (Landesamt für Denkmalpflege Baden-Württemberg).
- Beschreibung: Kurzcharakteristik des Kulturdenkmals.

## Schramberg
| Bild           | Bezeichnung                                                          | Lage                                                                                  | Datierung               | Beschreibung | ID |
| -------------- | -------------------------------------------------------------------- | ------------------------------------------------------------------------------------- | ----------------------- | ------------ | -- |
|                | Chorturm der ehem. Pfarrkirche St. Nikolaus                          | Schramberg, Am Brestenberg 1/1 (Karte)                                                | 1716                    |              |    |
|                | Grabsteine des ehem. Kirchhofs                                       | Schramberg, bei Am Brestenberg 1/1                                                    | 18./19. Jh.             |              |    |
|                | Wohn- und Magazingebäude                                             | Schramberg, Am Brestenberg 28 (Karte)                                                 | 1901                    |              | BW |
|                | Villa Uechtritz/Villa Villeroy mit Garten und Gartenhaus             | Schramberg, Am Hammergraben 62, 64 (Karte)                                            | 1863/64                 |              | BW |
|                | Türrahmung                                                           | Schramberg, Am Hammergraben 66 (Karte)                                                | 1889                    |              | BW |
|                | Gedenkstein                                                          | Schramberg, Am Mühlegraben, Schillerstraße                                            | 1946                    |              |    |
|                | Beamtenwohnanlage der Fa. Junghans                                   | Schramberg, Am Mühlegraben 2, Schillerstraße 6, 8 (Karte)                             | 1919                    |              |    |
|                | Josephsbrunnen                                                       | Schramberg, Am Schlössle                                                              | 1881                    |              |    |
|                | Altes Schlössle, Rentamt                                             | Schramberg, Am Schlössle 1 (Karte)                                                    | 1770                    |              | BW |
|                | Wohn- und Geschäftshaus                                              | Schramberg, An der Steige 7 (Karte)                                                   | 1897                    |              | BW |
|                | Wohn- und Geschäftshaus                                              | Schramberg, An der Steige 9, 11 (Karte)                                               | 19. Jh.                 |              | BW |
|                | Wohn- und Wirtschaftsgebäude                                         | Schramberg, An der Steige 17 (Karte)                                                  | 18. Jh.                 |              | BW |
|                | Wegkreuz                                                             | Schramberg, An der Steige, Oberer Göttelbach                                          | 1889                    |              |    |
|                | Wegkreuz                                                             | Schramberg, An der Steige, bei Wiesenwegle 8                                          | Ende des 19. Jh.        |              |    |
|                | Sechsfamilienwohnhaus der Fa. Junghans                               | Schramberg, Arthur-Junghans-Straße 1 (Karte)                                          | 1923                    |              | BW |
|                | Siebenfamilienwohnhaus der Fa. Junghans                              | Schramberg, Arthur-Junghans-Straße 3 (Karte)                                          | 1924                    |              | BW |
|                | Villa Knieß                                                          | Schramberg, Auf dem Heideckle 2 (Karte)                                               | 1898                    |              | BW |
|                | Wegkreuz                                                             | Schramberg, Auf dem Heideckle 16/1 (Karte)                                            | 1898                    |              | BW |
|                | Wegkreuz                                                             | Schramberg, B 462                                                                     | 1895                    |              |    |
| Weitere Bilder | Schloss Schramberg                                                   | Schramberg, Bahnhofstraße 1 (Karte)                                                   | 1840–43                 |              |    |
|                | Stadtpark                                                            | Schramberg, Bauernhofweg (Karte)                                                      | 1885                    |              |    |
|                | Villenanwesen                                                        | Schramberg, Bauernhofweg 17 (Karte)                                                   | 1903                    |              | BW |
| Weitere Bilder | Villa Junghans                                                       | Schramberg, Bauernhofweg 25 (Karte)                                                   | 1885/86                 |              |    |
|                | Wegkreuz                                                             | Schramberg, bei Berneckbad 1                                                          | Vor 1940                |              |    |
|                | Wegkreuz                                                             | Schramberg, bei Berneckstraße 12                                                      | Um 1855                 |              |    |
|                | Villa Schweizer                                                      | Schramberg, Berneckstraße 19 (Karte)                                                  | 1900                    |              | BW |
| Weitere Bilder | Kath. Heilig-Geist-Kirche                                            | Schramberg, Berneckstraße 31 (Karte)                                                  | 1912–14                 |              |    |
|                | Fabrikgebäude der Fa. Pfaff & Schauder                               | Schramberg, Berneckstraße 68, 70, 72, 74, 74/1, 76 (Karte)                            | 1894–1922               |              | BW |
|                | Wegkreuz                                                             | Schramberg, bei Berneckstraße 85                                                      | 1900                    |              |    |
|                | Lagergebäude der Fa. Pfaff & Schauder                                | Schramberg, Berneckstraße 91 (Karte)                                                  | 1923                    |              | BW |
|                | Dr. Oskar-Junghans-Steinbank                                         | Schramberg, Bühle                                                                     | 1929                    |              |    |
|                | Wegkreuz                                                             | Schramberg, bei Bühlhof 1                                                             | 1883                    |              |    |
|                | Remise mit Bier- und Weinkeller                                      | Schramberg, Burgweg 1 (Karte)                                                         | 1860                    |              | BW |
|                | Wegkreuz                                                             | Schramberg, bei Burgweg 2                                                             | 1881                    |              |    |
|                | Eret-Kapelle                                                         | Schramberg, Burgweg 95 (Karte)                                                        | 1887                    |              |    |
|                | Bildstock                                                            | Schramberg, bei Burgweg 95                                                            | Anfang 17. Jh.          |              |    |
|                | Eisenbahnüberführung                                                 | Schramberg, Eisenbahnstrecke Schiltach-Schramberg (Karte)                             | 1892                    |              | BW |
|                | Gedenkstein                                                          | Schramberg, bei Erhard-Junghans-Straße 24                                             | Nach 1914               |              |    |
|                | Villa Haas mit Garten und Garage                                     | Schramberg, Erhard-Junghans-Straße 47 (Karte)                                         | 1953/54                 |              | BW |
| Weitere Bilder | Falkensteinkapelle St. Erasmus                                       | Schramberg, Falkenstein 1 (Karte)                                                     | 1713                    |              |    |
|                | Bildstock                                                            | Schramberg, bei Falkenstein 4                                                         | 1732                    |              |    |
|                | Leichenhalle                                                         | Schramberg, Friedhofstraße 12 (Karte)                                                 | 1919–21                 |              | BW |
|                | Friedhofskreuz                                                       | Schramberg, bei Friedhofstraße 12                                                     | 1. Viertel des 19. Jh.  |              |    |
|                | Gefallenendenkmal und Soldatenfriedhof                               | Schramberg, bei Friedhofstraße 12                                                     | 1919/20                 |              |    |
|                | Grabmale der Familie Junghans                                        | Schramberg, bei Friedhofstraße 12                                                     | 1870–1964               |              |    |
|                | Gedenkstein                                                          | Schramberg, Geißhalde                                                                 | 1922                    |              |    |
| Weitere Bilder | Fabrikgebäude der Fa. Junghans: Terrassenbau                         | Schramberg, Geißhalde 44, 45 (Karte)                                                  | 1917–19                 |              |    |
|                | Fabrikgebäude der Fa. Junghans: Turm und Messingmagazin              | Schramberg, Geißhalde 50 (Karte)                                                      | 1895/1909–10            |              | BW |
|                | Fabrikgebäude der Fa. Junghans: Magazingebäude                       | Schramberg, Geißhalde 64 (Karte)                                                      | 1892/93                 |              | BW |
|                | Fabrikgebäude der Fa. Junghans                                       | Schramberg, Geißhalde 68 (Karte)                                                      | 1915/16                 |              | BW |
|                | Verwaltungsgebäude der Fa. Junghans (Weckerbau)                      | Schramberg, Geißhalde 76 (Karte)                                                      | 1915                    |              | BW |
|                | Luftschutzanlagen                                                    | Schramberg, bei Geißhalde 76                                                          | 1941                    |              |    |
|                | Wohnhaus                                                             | Schramberg, Geißhaldenstraße 3 (Karte)                                                | 1886/87                 |              | BW |
|                | Verwaltungsbegäude der Hamburg-Amerikanischen Uhrenfabrik, Bau 1     | Schramberg, Gewerbepark H. A. U. 1 (Karte)                                            | 1891                    |              |    |
|                | Fabrikbegäude der Hamburg-Amerikanischen Uhrenfabrik, Bau 2          | Schramberg, Gewerbepark H. A. U. 3 (Karte)                                            | 1898                    |              |    |
| Weitere Bilder | Elektroverteilungszentrale und Dieselmotorhalle der H. A. U., Bau 42 | Schramberg, Gewerbepark H. A. U. 16 (Karte)                                           | 1904                    |              |    |
|                | Luftschutzanlagen                                                    | Schramberg, bei Gewerbepark H. A. U. 16                                               | 1941                    |              |    |
|                | Schreinerei der H. A. U., Bau 45                                     | Schramberg, Gewerbepark H. A. U. 22 (Karte)                                           | 1911/12                 |              | BW |
|                | Große Schreinerei der H. A. U., Bau 46                               | Schramberg, Gewerbepark H. A. U. 24 (Karte)                                           | 1923/24                 |              | BW |
|                | Fabrikgebäude                                                        | Schramberg, Göttelbachstraße 44 (Karte)                                               | 1905/1907               |              | BW |
|                | Wegkreuz                                                             | Schramberg, bei Hagenwinkel 34                                                        | Vor 1887                |              |    |
|                | Maria-Hilf-Kapelle                                                   | Schramberg, Hasenhäusle 2 (Karte)                                                     | 1922                    |              | BW |
|                | Gasthof zum Hirsch                                                   | Schramberg, Hauptstraße 11 (Karte)                                                    | 18. Jh.                 |              |    |
|                | Hirschbrunnen                                                        | Schramberg, bei Hauptstraße 11 (Karte)                                                | 1875                    |              |    |
|                | Wohn- und Geschäftshaus                                              | Schramberg, Hauptstraße 17, 19 (Karte)                                                | 19. Jh., Anfang 20. Jh. |              | BW |
|                | Gasthof und Hotel zum Mohren                                         | Schramberg, Hauptstraße 23 (Karte)                                                    | Wohl 18. Jh.            |              |    |
| Weitere Bilder | Rathaus-Brunnen                                                      | Schramberg, bei Hauptstraße 23 (Karte)                                                | 1914                    |              |    |
|                | Wohn- und Geschäftshaus                                              | Schramberg, Hauptstraße 24 (Karte)                                                    | Um 1906                 |              |    |
|                | Rathaus                                                              | Schramberg, Hauptstraße 25 (Karte)                                                    | 1913                    |              |    |
|                | Hotel Krone-Post                                                     | Schramberg, Hauptstraße 26 (Karte)                                                    | Im Kern wohl 1807       |              | BW |
|                | Café und Restaurant Haas                                             | Schramberg, Hauptstraße 62 (Karte)                                                    | 1906                    |              |    |
|                | Arbeiterwohnkomplex der Fa. Junghans                                 | Schramberg, Hermann-Haas-Straße 2, 4, 6, 8; Schillerstraße 20, 22, 24, 26, 28 (Karte) | 1919                    |              |    |
|                | Wohnhaus                                                             | Schramberg, Landenbergerstraße 64 (Karte)                                             | 1924/25                 |              | BW |
|                | Stauwehr                                                             | Schramberg, Lauterbacher Straße (Karte)                                               | 1908                    |              | BW |
|                | Wohnhaus der Ziegelei                                                | Schramberg, Lauterbacher Straße 15 (Karte)                                            | 1902                    |              | BW |
|                | Wohnhaus                                                             | Schramberg, Leibbrandstraße 15 (Karte)                                                | 1908                    |              | BW |
|                | Wohnhaus                                                             | Schramberg, Marktstraße 2 (Karte)                                                     | 19. Jh.                 |              | BW |
|                | Gasthof Bären                                                        | Schramberg, Marktstraße 7 (Karte)                                                     | 1899                    |              | BW |
|                | Alte Apotheke                                                        | Schramberg, Marktstraße 15 (Karte)                                                    | 1824                    |              |    |
|                | Schwesternhaus Marienheim                                            | Schramberg, Marktstraße 17 (Karte)                                                    | 1906                    |              | BW |
|                | Hartmannskapelle                                                     | Schramberg, bei Oberer Kirnbach 20 (Karte)                                            | 1860                    |              | BW |
|                | Fuchsenhof                                                           | Schramberg, Oberer Kirnbach 21 (Karte)                                                | 18. Jh.                 |              | BW |
|                | Transformatoren-Station                                              | Schramberg, Oberer Kirnbach 23 (Karte)                                                | 1. Viertel des 20. Jh.  |              | BW |
|                | Bildstock                                                            | Schramberg, bei Oberer Kirnbach 37                                                    | 1860                    |              |    |
|                | Wegkreuz                                                             | Schramberg, bei Oberer Kirnbach 51                                                    | 1880                    |              |    |
|                | Wohnhaus                                                             | Schramberg, Oberndorfer Straße 5 (Karte)                                              | 1876                    |              |    |
|                | Wohn- und Geschäftshaus                                              | Schramberg, Oberndorfer Straße 14 (Karte)                                             | 1899                    |              | BW |
|                | Ev. Gemeindehaus                                                     | Schramberg, Oberndorfer Straße 22 (Karte)                                             | 1927                    |              | BW |
|                | Wohngebäude                                                          | Schramberg, Oberndorfer Straße 26 (Karte)                                             | 1872                    |              | BW |
|                | Wohngebäude                                                          | Schramberg, Oberndorfer Straße 27 (Karte)                                             | 1895                    |              | BW |
| Weitere Bilder | Ev. Stadtkirche                                                      | Schramberg, Oberndorfer Straße 28 (Karte)                                             | 1872–74                 |              |    |
|                | Gasthaus zum Paradies                                                | Schramberg, Oberndorfer Straße 44 (Karte)                                             | 1898/99                 |              | BW |
| Weitere Bilder | Kino                                                                 | Schramberg, Oberndorfer Straße 47 (Karte)                                             | 1928                    |              |    |
|                | Doppel-Wohnhaus                                                      | Schramberg, Oberndorfer Straße 60, 62 (Karte)                                         | 1894                    |              | BW |
|                | Geschäfts- und Wohnhaus                                              | Schramberg, Oberndorfer Straße 90 (Karte)                                             | 1898                    |              | BW |
|                | Gartensaalgebäude der H. A. U. mit Bad und Gartenpavillon            | Schramberg, Oberndorfer Straße 116, 118 (Karte)                                       | 1899/1900               |              | BW |
|                | Prokuristenwohngebäude der H. A. U.                                  | Schramberg, Oberndorfer Straße 121 (Karte)                                            | 1889/90                 |              | BW |
|                | Gasthaus Einkehr Hans Sachs                                          | Schramberg, Oberndorfer Straße 201 (Karte)                                            | 1903                    |              |    |
|                | Wohn- und Geschäftshaus                                              | Schramberg, Paradiesgasse 3 (Karte)                                                   | 1900                    |              | BW |
|                | Hofkapelle des Paradieshofs                                          | Schramberg, bei Paradieshof 2 (Karte)                                                 | 1899                    |              | BW |
|                | Wohnhaus mit Praxis und Nebengebäude                                 | Schramberg, Schillerstraße 11, 11/1 (Karte)                                           | 1886                    |              | BW |
|                | Erhard-Junghans-Schule                                               | Schramberg, Schillerstraße 16 (Karte)                                                 | 1905/06                 |              | BW |
|                | Gewerbe-Bank Schramberg                                              | Schramberg, Schillerstraße 21 (Karte)                                                 | 1907/08                 |              | BW |
|                | Kriegerdenkmal                                                       | Schramberg, bei Schiltachstraße 1                                                     | 1874                    |              |    |
|                | Vordere Burgschule                                                   | Schramberg, Schiltachstraße 5 (Karte)                                                 | 1817                    |              | BW |
|                | Villa Faist                                                          | Schramberg, Schiltachstraße 24 (Karte)                                                | 1839                    |              | BW |
|                | Schramberger Majolika-Fabrik                                         | Schramberg, Schiltachstraße 28, 32, 34 (Karte)                                        | Um 1839–47              |              | BW |
|                | Fußgängerbrücke                                                      | Schramberg, bei Schiltachstraße 28 (Karte)                                            | 1848                    |              | BW |
|                | Fabrikgebäude der Fa. Gustav Maier                                   | Schramberg, Schiltachstraße 61 (Karte)                                                | 1908/09                 |              | BW |
|                | Haus Schilteck, Haus Moser                                           | Schramberg, bei Schilteckstraße 7, 9 (Karte)                                          | 1913/14                 |              | BW |
|                | Sandwäscherei                                                        | Schramberg, Sommerberg (Karte)                                                        | Ende des 19. Jh.        |              | BW |
|                | Wegkreuz                                                             | Schramberg, bei Tiersteinstraße 13                                                    | 1896                    |              |    |
|                | Wegkreuz                                                             | Schramberg, Tischneck                                                                 | 1904                    |              |    |
|                | Wegkreuz                                                             | Schramberg, bei Tischneck 21                                                          | 1896                    |              |    |
|                | Wegkreuz                                                             | Schramberg, bei Tischneck 34                                                          | Um 1860                 |              |    |
|                | Bildstock                                                            | Schramberg, bei Tischneck 40                                                          | 1712                    |              |    |
|                | Bildstock                                                            | Schramberg, bei Tischneck 53                                                          | 1602                    |              |    |
|                | Wohnhaus                                                             | Schramberg, Tösstraße 4 (Karte)                                                       | 1908                    |              | BW |
|                | Wohnhaus                                                             | Schramberg, Uhlandstraße 5 (Karte)                                                    | 1904                    |              | BW |
|                | Wohnhaus                                                             | Schramberg, Weihergasse 23 (Karte)                                                    | 1896                    |              | BW |
| Weitere Bilder | Villenanwesen Gut Berneck                                            | Schramberg, Weihergasse 40 (Karte)                                                    | 1910–12                 |              |    |

### Heiligenbronn
| Bild           | Bezeichnung           | Lage                                        | Datierung             | Beschreibung | ID |
| -------------- | --------------------- | ------------------------------------------- | --------------------- | ------------ | -- |
|                | Wegkreuz              | Schramberg, bei Bonaventura-Hauser-Straße 5 | 1885                  |              |    |
| Weitere Bilder | Kloster Heiligenbronn | Schramberg, Kloster 1, 2 (Karte)            | 1865–83               |              |    |
|                | Bildstock             | Schramberg, bei Kloster 2                   | 1734                  |              |    |
|                | Schwesternfriedhof    | Schramberg, bei Kloster 6 (Karte)           | 2. Hälfte des 19. Jh. |              |    |
|                | Friedhofskreuz        | Schramberg, Waldmössinger Straße (Karte)    | 1822                  |              | BW |
|                | Wegkreuz              | Schramberg, bei Waldmössinger Straße 63     | 1898                  |              |    |

### Schönbronn
| Bild           | Bezeichnung           | Lage                              | Datierung | Beschreibung | ID |
| -------------- | --------------------- | --------------------------------- | --------- | ------------ | -- |
|                | Eindachhof            | Schramberg, Schönbronn 1 (Karte)  | Um 1700   |              | BW |
|                | Backhaus              | Schramberg, bei Schönbronn 3      | 19. Jh.   |              |    |
|                | Quergeteiltes Einhaus | Schramberg, Schönbronn 10 (Karte) | 18. Jh.   |              | BW |
| Weitere Bilder | Ev. Pfarrkirche       | Schramberg, Schönbronn 19 (Karte) | 1857/58   |              |    |
|                | Ev. Pfarrhaus         | Schramberg, Schönbronn 20 (Karte) | 1864/65   |              | BW |

### Sulgen
| Bild           | Bezeichnung                           | Lage                                          | Datierung             | Beschreibung | ID |
| -------------- | ------------------------------------- | --------------------------------------------- | --------------------- | ------------ | -- |
|                | Wegkreuz                              | Sulgen, bei Bergstraße 15 (Karte)             | 1881                  |              | BW |
|                | Marienkapelle auf dem Sulgerberg      | Sulgen, Bergstraße 26/1 (Karte)               | 1934–37               |              | BW |
|                | Bildstock                             | Sulgen, bei Bergstraße 26/1                   | 1764                  |              |    |
|                | Sühnekreuz                            | Sulgen, bei Bergstraße 26/1                   | 17./18. Jh.           |              |    |
|                | Wegkreuz                              | Sulgen, bei Bergstraße 35                     | 1875                  |              |    |
|                | Beschenhof mit Speicher               | Sulgen, Beschenhof 2 (Karte)                  | 1614                  |              | BW |
|                | Wegkreuz                              | Sulgen, Brambach                              | 1877                  |              |    |
|                | Deisenhof                             | Sulgen, Deisenhof 9                           | Um 1661               |              |    |
|                | Villa Junghans                        | Sulgen, Dr.-Helmut-Junghans-Straße 50 (Karte) | 1929                  |              | BW |
|                | Wegkreuz                              | Sulgen, Eichäcker                             | 1906                  |              |    |
|                | Eindachhof                            | Sulgen, Gartenstraße 6 (Karte)                | Im Kern 17. Jh.       |              | BW |
|                | Sühnekreuz                            | Sulgen, bei Haldenhof 8                       | 17./Anfang 18. Jh.    |              |    |
|                | Hofkapelle des Haldenhofs             | Sulgen, Haldenhof 8                           | 1811                  |              |    |
|                | Wegkreuz                              | Sulgen, Heuwies                               | 1907                  |              |    |
|                | Eindachhof                            | Sulgen, Heuwies 19 (Karte)                    | 17. Jh.               |              | BW |
|                | Eindachhof                            | Sulgen, Heuwies 29 (Karte)                    | 18. Jh.               |              | BW |
|                | Kreuzfirstgehöft                      | Sulgen, Heuwies 30 (Karte)                    | 17./18. Jh.           |              | BW |
|                | Eindachhof mit Backhaus               | Sulgen, Heuwies 34 (Karte)                    | 1647                  |              | BW |
|                | Lourdeskapelle                        | Sulgen, Hintersulgen 13 (Karte)               | 1911                  |              | BW |
|                | Gedenkstein                           | Sulgen, Hirtenwald                            | 1867                  |              |    |
|                | Wegkreuz                              | Sulgen, Hochholz                              | 1877                  |              |    |
|                | Wegkreuz                              | Sulgen, bei Hörnlestraße 56                   | 1906                  |              |    |
|                | Wegkreuz                              | Sulgen, Hohlgassenhof                         | 2. Hälfte des 19. Jh. |              |    |
| Weitere Bilder | Alte kath. Pfarrkirche St. Laurentius | Sulgen, Kirchplatz 1 (Karte)                  |                       |              |    |
|                | Kriegerdenkmal                        | Sulgen, bei Kirchplatz 1 (Karte)              | 1911                  |              | BW |
|                | Wohn- und Geschäftshaus               | Sulgen, Kirchplatz 4 (Karte)                  | Um 1910               |              | BW |
|                | Schulhaus                             | Sulgen, Kirchplatz 5 (Karte)                  | 1912/13               |              | BW |
|                | Gasthaus Linde                        | Sulgen, Kirchplatz 7 (Karte)                  | 18. Jh.               |              | BW |
|                | Wegkreuz                              | Sulgen, Lambrechtshof                         | Wohl 1894             |              |    |
|                | Eindachhof mit Backhaus               | Sulgen, Lienberg 9 (Karte)                    | 16./17. Jh.           |              | BW |
|                | Wegkreuz                              | Sulgen, bei Lienberg 10                       | 1887                  |              |    |
|                | Wegkreuz                              | Sulgen, bei Lienberg 24                       | 1882                  |              |    |
|                | Backhaus                              | Sulgen, bei Lienberg 28                       | 1877                  |              |    |
|                | Wegkreuz                              | Sulgen, bei Lienberg 38                       | 1903                  |              |    |
|                | Wegkreuz                              | Sulgen, bei Lienberg 44                       | 1871                  |              |    |
|                | Wegkreuz                              | Sulgen, bei Lienberg 45                       | 1886                  |              |    |
|                | Eindachhof                            | Sulgen, Lienberg 56 (Karte)                   | 19. Jh.               |              | BW |
|                | Wegkreuz                              | Sulgen, bei Lienberg 56                       | 1911                  |              |    |
|                | Wegkreuz                              | Sulgen, bei Lienberg 57                       | 1869                  |              |    |
|                | Wegkreuz                              | Sulgen, bei Lindenstraße 6                    | 1845                  |              |    |
|                | Bühlhof mit Backhaus                  | Sulgen, Lindenstraße 10 (Karte)               | 18. Jh.               |              | BW |
|                | Friedhofskreuz                        | Sulgen, Mariazeller Straße                    | 1869                  |              |    |
|                | Neue kath. Pfarrkirche St. Laurentius | Sulgen, Mariazeller Straße 2 (Karte)          | 1965–67               |              | BW |
|                | Wegkreuz                              | Sulgen, bei Oberreute 6                       | 1909                  |              |    |
|                | Pfarrhof                              | Sulgen, Sulgauer Straße 65 (Karte)            | 1776                  |              | BW |
|                | Wegkreuz                              | Sulgen, bei Vier-Häuser-Straße 1              | Ende 19. Jh.          |              |    |
|                | Wegkreuz                              | Sulgen, bei Vier-Häuser 6                     | 1881                  |              |    |

## Tennenbronn
| Bild           | Bezeichnung                                           | Lage                                         | Datierung              | Beschreibung | ID |
| -------------- | ----------------------------------------------------- | -------------------------------------------- | ---------------------- | ------------ | -- |
|                | Bildstock                                             | Tennenbronn, bei Albert-Schweitzer-Straße 26 | 1723                   |              |    |
|                | Strickerhof                                           | Tennenbronn, Altenburg 79 (Karte)            | 18. Jh.                |              | BW |
|                | Hofgut Altenburg                                      | Tennenbronn, Altenburg 80 (Karte)            | 1920                   |              | BW |
|                | Freizeitheim Haus Nussbaum                            | Tennenbronn, Altenburg 80/1 (Karte)          | 1916/17                |              | BW |
|                | Josenbauernhof                                        | Tennenbronn, Altenburg 82 (Karte)            | 18. Jh.                |              | BW |
|                | Bildstock                                             | Tennenbronn, bei Altenburg 82 (Karte)        | 1682                   |              | BW |
|                | Schwere Flugabwehrstellung Tennenbronn                | Tennenbronn, Auerhahnweg                     | Um 1939                |              |    |
|                | Wegkreuz                                              | Tennenbronn, bei Auf dem Berg 227            | 1860                   |              |    |
|                | Eindachhof                                            | Tennenbronn, Auf der Ecke 144 (Karte)        | 18./19. Jh.            |              | BW |
|                | Eckenbauernhof                                        | Tennenbronn, Auf der Ecke 192 (Karte)        | 18. Jh.                |              | BW |
|                | Hofkreuz des Eckenbauernhofs                          | Tennenbronn, bei Auf der Ecke 192            | Um 1900                |              |    |
|                | Gockels Häusle                                        | Tennenbronn, Bergstraße 1 (Karte)            | 1745                   |              | BW |
|                | Wasserkraftwerk Bernecktal der H. A. U.               | Tennenbronn, Berneck 90 (Karte)              | 1903/1904              |              | BW |
|                | Eindachhof                                            | Tennenbronn, Bühlweg 8 (Karte)               | 18. Jh.                |              | BW |
|                | Eindachhof                                            | Tennenbronn, Dobel 263 (Karte)               | 19. Jh.                |              | BW |
|                | Eichbachhof                                           | Tennenbronn, Eichbach 189 (Karte)            | 18. Jh.                |              | BW |
|                | Eindachhof                                            | Tennenbronn, Eichbach 196 (Karte)            | 1661                   |              | BW |
|                | Hinterer Klausenhof                                   | Tennenbronn, Eichbach 200 (Karte)            | 1774                   |              | BW |
|                | Eindachhof                                            | Tennenbronn, Eichbach 209 (Karte)            | 18. Jh.                |              | BW |
|                | Eichbachmühle                                         | Tennenbronn, bei Eichbach 211 (Karte)        | Um 1765                |              | BW |
|                | Eindachhof                                            | Tennenbronn, Eichbach 215 (Karte)            | 18. Jh.                |              | BW |
|                | Brücke                                                | Tennenbronn, bei Eichbach 222 (Karte)        | 18./19. Jh.            |              | BW |
|                | Eindachhof                                            | Tennenbronn, Falken 203 (Karte)              | 18. Jh.                |              | BW |
|                | Bildstock                                             | Tennenbronn, bei Falken 203                  | Um 1861                |              |    |
|                | Dampfspeicherlokomotive mit Gepäckwagen               | Tennenbronn, Falkenweg (Karte)               | 1926                   |              | BW |
|                | Mühle des Wiesenbauernhofs                            | Tennenbronn, bei Friedhofstraße 31 (Karte)   | 18. Jh.                |              | BW |
|                | Hermann-Michelhof                                     | Tennenbronn, Gersbach 230 (Karte)            | Im Kern 17. Jh.        |              | BW |
|                | Bildstock                                             | Tennenbronn, bei Gersbach 230                | 1699                   |              |    |
|                | Wegkreuz                                              | Tennenbronn, bei Gersbach 235                | 1913                   |              |    |
|                | Kammererhof mit Mühle                                 | Tennenbronn, Gersbach 241 (Karte)            | 16. Jh.                |              | BW |
|                | Unterer Günthershof mit Mühle                         | Tennenbronn, Gersbach 243 (Karte)            | 19. Jh.                |              | BW |
|                | Oberer Günthershof mit Hofkapelle                     | Tennenbronn, Gersbach 244 (Karte)            | 1830                   |              | BW |
|                | Wegkreuz                                              | Tennenbronn, bei Gersbach 245                | 19. Jh.                |              |    |
|                | Bildstock                                             | Tennenbronn, bei Gersbach 248                | 17./18. Jh.            |              |    |
|                | Wegkreuz                                              | Tennenbronn, bei Halden 106                  | 1908                   |              |    |
|                | Friedhofskapelle                                      | Tennenbronn, Hauptstraße (Karte)             | 1. Hälfte des 20. Jh.  |              | BW |
|                | Schulhaus                                             | Tennenbronn, Hauptstraße 23 (Karte)          | 1911/12                |              | BW |
| Weitere Bilder | Kath. Pfarrkirche St. Johann Baptist mit Gemeindehaus | Tennenbronn, Hauptstraße 27 (Karte)          | 1968–71                |              |    |
|                | Kath. Pfarrhaus mit Nebengebäude                      | Tennenbronn, Hauptstraße 29 (Karte)          | Um 1848/49             |              | BW |
|                | Gasthof Krone                                         | Tennenbronn, Hauptstraße 49 (Karte)          | 1901                   |              | BW |
|                | Ev. Pfarrhaus                                         | Tennenbronn, Hauptstraße 53 (Karte)          | 1908                   |              | BW |
|                | Zwillingshof                                          | Tennenbronn, Hub 17 (Karte)                  | 19. Jh.                |              | BW |
|                | Bildstock                                             | Tennenbronn, bei Hub 20                      | 17. Jh.                |              |    |
|                | Backhaus des Hubbauernhofs                            | Tennenbronn, bei Hub 23                      | 1934                   |              |    |
|                | Hubchristeshof                                        | Tennenbronn, Hub 25 (Karte)                  | 2. Hälfte des 18. Jh.  |              | BW |
|                | Käshof                                                | Tennenbronn, Hub 28 (Karte)                  | 1769                   |              | BW |
|                | Ev. Christuskirche                                    | Tennenbronn, Kirchstraße 8 (Karte)           | 1902/03                |              | BW |
|                | Höldhof                                               | Tennenbronn, Langenberg 68 (Karte)           | 18. Jh.                |              | BW |
|                | Hofgebäude                                            | Tennenbronn, Langenberg 74 (Karte)           | 17. Jh.                |              | BW |
|                | Bildstock                                             | Tennenbronn, bei Langenberg 74               | 1763                   |              |    |
|                | Oberer Mathisjockelshof                               | Tennenbronn, Langenberg 75 (Karte)           | 1802                   |              | BW |
|                | Hofgebäude                                            | Tennenbronn, Lehenwies 1, 1/1 (Karte)        | 17. Jh.                |              | BW |
|                | Lindehiesle                                           | Tennenbronn, Linden 257 (Karte)              | 18. Jh.                |              | BW |
|                | Eindachhof                                            | Tennenbronn, Linden 258 (Karte)              | 18. Jh.                |              | BW |
|                | Gasthaus zum Löwen                                    | Tennenbronn, Löwenstraße 12 (Karte)          | 1918                   |              | BW |
|                | Stoffelshof                                           | Tennenbronn, Mittelberg 50 (Karte)           | 18. Jh.                |              | BW |
|                | Eindachhof                                            | Tennenbronn, Mittelberg 53 (Karte)           | 1783                   |              | BW |
|                | Eindachhof                                            | Tennenbronn, Mittelberg 57 (Karte)           | 18. Jh.                |              | BW |
|                | Eindachhof                                            | Tennenbronn, Purpen 152 (Karte)              | 19. Jh.                |              | BW |
|                | Wegkreuz                                              | Tennenbronn, bei Purpen 152                  | 19. Jh.                |              |    |
|                | Wegkreuz                                              | Tennenbronn, bei Purpen 155                  | Nach 1920              |              |    |
|                | Gründlehof                                            | Tennenbronn, Ramstein 109 (Karte)            | 1818                   |              | BW |
|                | Wegkreuz                                              | Tennenbronn, bei Ramstein 109                | Ende des 19. Jh.       |              |    |
|                | Bildstock                                             | Tennenbronn, bei Ramstein 114                | 1683                   |              |    |
|                | Bildstock                                             | Tennenbronn, bei Ramstein 119 (Karte)        | 16./17. Jh.            |              | BW |
|                | Franzosenkreuz                                        | Tennenbronn, bei Ramstein 125                | Zwischen 1843 und 1865 |              |    |
|                | Unterer Remsbachhof                                   | Tennenbronn, Remsbach 159 (Karte)            | 18. Jh.                |              | BW |
|                | Oberer Remsbachhof                                    | Tennenbronn, Remsbach 159/1 (Karte)          | Um 1890                |              | BW |
|                | Eindachhof                                            | Tennenbronn, Reute 132 (Karte)               | 18. Jh.                |              | BW |
|                | Eindachhof                                            | Tennenbronn, Reute 133 (Karte)               | Anfang des 20. Jh.     |              | BW |
|                | Brunnenschacht                                        | Tennenbronn, Schachenbronn                   | 18./19. Jh.            |              |    |
|                | Hansmichelhof                                         | Tennenbronn, Schachenbronn 280 (Karte)       | 1612                   |              | BW |
|                | Libding des Hansmichelhofs                            | Tennenbronn, Schachenbronn 281 (Karte)       | Anfang des 19. Jh.     |              | BW |
|                | Eindachhof                                            | Tennenbronn, Schachenbronn 282 (Karte)       | 18. Jh.                |              | BW |
|                | Schachenmichelshof                                    | Tennenbronn, Schachenbronn 283 (Karte)       | 18./19. Jh.            |              | BW |
|                | Koppenhof                                             | Tennenbronn, Schwarzenbach 13 (Karte)        | 1852                   |              | BW |
|                | Eindachhof                                            | Tennenbronn, Schwarzenbach 15 (Karte)        | 19. Jh.                |              | BW |
|                | Altenvogtshof                                         | Tennenbronn, Schwarzenbach 16/2 (Karte)      | 1769                   |              | BW |
|                | Speicher des Moosbauernhofs                           | Tennenbronn, bei Schwarzenbach 271 (Karte)   | 1742                   |              | BW |
|                | Hansenbauernhof                                       | Tennenbronn, Schwarzenbach 278 (Karte)       | 19. Jh.                |              | BW |
|                | Steinriegel                                           | Tennenbronn, bei Seilerecke 255 (Karte)      |                        |              | BW |
|                | Wegkreuz                                              | Tennenbronn, bei Seilerecke 255              | 1913                   |              |    |
|                | Gefallenendenkmal                                     | Tennenbronn, Steige                          | Um 1920                |              |    |
|                | Storzenhof                                            | Tennenbronn, Trombach 140 (Karte)            | 1913                   |              | BW |
|                | Wegkreuz                                              | Tennenbronn, bei Unterm Wald 256             | 1950                   |              |    |
|                | Eindachhof                                            | Tennenbronn, Unterschiltach 59 (Karte)       | 18. Jh.                |              | BW |

## Waldmössingen
| Bild | Bezeichnung                            | Lage                                                | Datierung        | Beschreibung | ID |
| ---- | -------------------------------------- | --------------------------------------------------- | ---------------- | ------------ | -- |
|      | Wegkreuz                               | Waldmössingen, Alte Straße, Schafbühl               | 1883             |              |    |
|      | Wegkreuz                               | Waldmössingen, bei Alte Straße 1                    | 1897             |              |    |
|      | Wegkreuz                               | Waldmössingen, Angelwasen                           | 1908             |              |    |
|      | Wegkreuz                               | Waldmössingen, Äußere Röte                          | 1905             |              |    |
|      | Haslemer Kreuz                         | Waldmössingen, Bösinger Weg, Pfaffentäle            | 1901             |              |    |
|      | Württembergischer Wegweiser, Ortsstock | Waldmössingen, Bösinger Weg, Pfaffentäle            | Ende des 19. Jh. |              |    |
|      | Haslemer Kreuz                         | Waldmössingen, bei Bruckstraße 5                    | Um 1900          |              |    |
|      | Wegkreuz                               | Waldmössingen, Geigenberg, unteres Heiligenhölzle   | 1927             |              |    |
|      | Lehrer Wendels Kreuz                   | Waldmössingen, bei Großer Grund 1                   | 1869             |              |    |
|      | Rösslewirts Kreuz                      | Waldmössingen, Heimbachstraße, Greichewiesen        | 1868             |              |    |
|      | Wegkreuz                               | Waldmössingen, Heimbachstraße, Hinter der Großhecke | 1884             |              |    |
|      | Kriegerdenkmal                         | Waldmössingen, bei Kirchbergstraße 7/1              | 1874             |              |    |
|      | Kriegergedächtsniskapelle              | Waldmössingen, Kirchbergstraße 7/1 (Karte)          | Um 1925          |              | BW |
|      | Wegkreuz                               | Waldmössingen, bei Lehen 12                         | 1912             |              |    |
|      | Quergeteiltes Einhaus                  | Waldmössingen, Lindengasse 2 (Karte)                | Um 1830          |              | BW |
|      | Quergeteiltes Einhaus                  | Waldmössingen, Seedorfer Straße 32 (Karte)          | 17. Jh.          |              | BW |
|      | Wegkreuz                               | Waldmössingen, bei Seedorfer Straße 91 (Karte)      | 1888             |              | BW |